# Юрковская, Татьяна Корнельевна
Юрковская, Татьяна Корнельевна — ведущий российский болотовед, геоботаник-картограф.

## Биография
В 1948 году поступила на биологический факультет Ленинградского государственного университета. Уже на первом курсе решила, что будет геоботаником.
В 1952 году Юрковская Т. К. участвовала в болотной экспедиции в Карелию (Лижма, Заонежье).
В 1953 году окончив университет Татьяна Корнельевна поступила в аспирантуру Института биологии КФ АН СССР.
С 1956 по 1968 года работала в лаборатории болотоведения и мелиорации.
В 1965 году получила звание и диплом старшего научного сотрудника.
В 1968 году на основании разработок Татьяны Корнельевны коллектив лаборатории завершил создание средне масштабной (1:600000) карты растительности болот Карелии.
В 1968 году её пригласил академик Лавренко Е. М. на работу в Ботанический институт АН СССР имени Комарова В.Л в лабораторию географии и картографии растительности.
C 1989 по 2006 год Татьяна Корнельевна возглавляла лабораторию географии и картографии растительности.
В 1990—2015 гг. являлась соредактором ежегодника «Геоботаническое картографирование».
Т. К. Юрковская возглавляет активно работающую секцию болото ведения Русского ботанического общества.
Она первой из российских болотоведов избрана почетным членом Международной группы охраны болот (IMCG).

## Научная деятельность
В 1959 году защитила кандидатскую диссертацию на тему «Растительность болот средней Карелии».
Татьяна Корнельевна ежегодно организовывала экспедиции в различные регионы страны, исследуя не толь ко свои любимые болота, но и другие типы экосистем.
В 1968 году она защитила докторскую диссертацию на тему «Структура, география и картография растительности болот европейской части СССР».
В последние годы Татьяна Корнельевна убедительно показала широкое распространение аапа болот и в Западной Сибири, а также создала оригинальную аналитическую карту растительности болот России, на основе которой выполнила широтную дифференциацию типов болот в пределах меридиональных (долготных) секторов.
Ею опубликовано более 290 работ, среди которых несколько монографий, главы и разделы во многих коллективных монографиях, десятки геоботанических карт, а также многочисленные статьи в различных изданиях в России и за рубежом.
Под её руководством защищены несколько кандидатских и докторская диссертации.

## Основные работы
- 1956. Об одном интересном типе болот Карелии // Бот. журн. Т. 41, № 11. С. 1631—1633. (Совместно с М. С. Боч.)
- 1958. О ключевых болотах Карелии // Бот. журн. Т. 43, № 4. С. 544—548.
- 1959. Краткий очерк растительности болот средней Карелии // Торфяные болота Карелии. Петрозаводск: Карельск. книжн. изд-во. С. 108—124.
- 1962. Болотные районы средней Карелии // Вопросы лесоведения и лесной энтомологии в Карелии. М.; Л.: Наука. С. 59—69.
- 1963. Изменение растительного покрова переходных болотюжной Карелии под влиянием осушения // Уч. зап. ТГУ. Вып. 145. Тар ту. С. 337—346.
- К экологии и географии Sphagnum subfulvum Sjörs в Карельской АССР // Бот. журн. Т. 48, № 12. С. 1837—1838.
- 1964. К вопросу изучения биоценозов ультра дистрофных водоемов болот южной Карелии // Уч. зап. Карел. гос. пед. ин-та. Т. 15. Биол. науки. Петрозаводск. С. 97-103.
- К флоре мхов и лишайников при беломорских болот в бассейне рек Нюхчи и Сумы // Науч. конф. по итогам работ Ин-та биологии за 1963 г.: Тез. докл. Петрозаводск: изд-во КФ АН СССР. С. 51—52. (Совместно с Г. А. Елиной.)
- Сопоставление болотных районов Карелии, Кольского полуострова и Финляндии // Бот. журн. Т. 49, № 4. С. 980—988. (Совместно с М. С. Боч.)
- Типы болот Лоухского района КАССР // Учен. зап. Петрозаводск. ун-та. Т. 12. Вып. 2. С. 34—71.
- 1965. О при беломорских болотах Карелии // Бот. журн. Т. 50, № 4. С. 486—497. (Совместно с Г. А. Елиной)
- 1967. Карта растительности болот Карельской АССР. М 1 : 600 000 (северный лист). Петрозаводск. Фонды КарНЦ РАН. 1 л. (Совместно с Г. А. Елиной.)
- О некоторых малоизученных видах сфагновых мхов Карелии // Природа болот и методы их исследований. Л.: Наука. С. 85—89.
- Пояснительный текст к карте растительности болот Карелии. Петрозаводск. Фонды КарНЦ РАН. 150 с. (Совместно с Р. П. Козловой.)
- 1968. О некоторых принципах построения легенды карты растительности болот // Геоботаническое картографирование 1968. Л.: Наука. С. 44—51.
- 1969. О болотных системах волнистых равнин северной Карелии // Бот. журн. Т. 54, № 5. С. 706—711.
- 1970. Из опыта крупно масштабного картографирования растительности болот северной Карелии // Крупно масштабное картографирование растительности. Новосибирск: Наука. С. 139—146.
- Карта растительности СССР. М 1 : 2 500 000 (принципы, методы, состояние работы по европейской части страны) // Бот. журн. Т. 55, № 11. С. 1634—1643. (Совместно с А. А. Гербихом, С. А. Грибовой, Т. И. Исаченко и др.)
- Легенда к «Карте растительности европейской части СССР» в пределах Восточно-Европейской равнины // Бот. журн. Т. 55, № 11. С. 1643—1662. (Совместно с С. А. Грибовой, Т. И. Исаченко, А. С. Карпенко и др.)
- 1971. О биоценозах некоторых типов водоемов при беломорских болот в бассейне реки Нюхчи // Болота Карелии и пути их освоения. Петрозаводск: Карелия. С. 80—88. (Совместно с З. И. Филимоновой.)
- Растительность и стратиграфия болотных массивов в камовом рельефе у Луусальмы (северная Карелия) // Очерки по растительному покрову Карельской АССР. Петрозаводск: Карелия. С. 95—102. (Совместно с Г. А. Елиной.)
- Схема болотного районирования северной Карелии // Там же. С. 177—193.
- 1973. Основные типы сочетаний растительности Мещеры и отражение их на карте // Геоботаническое картографирование 1973. Л.: Наука. С. 3—16. (Совместно с Т. И. Исаченко.)
- 1974. Структура растительного покрова северо-запада Карелии на примере окрестности озера Контокки // Пути изучения и освоения болот Северо-Запада европейской части СССР. Л.: Наука. С. 32—36.
- Типы болотных массивов на обзорной карте растительного покрова лесной зоны европейской части СССР // Типы болот СССР и принципы их классификации. Л.: Наука. С. 57—62.
- 1975. География растительного покрова типов болотных массивов европейской части СССР // Бот. журн. Т. 60, № 9. С. 1251—1264.
- Карта растительности европейской части СССР. М 1 : 1 000 000: Канино-Тиманская и Малоземельская тундра (западная часть Ненецкого национального округа). М.: ГУГК. 1 л. (Совместно с С. А. Грибовой, В. В. Липатовой, А. А. Гербихом.)
- Карта растительности европейской части СССР. М 1 : 1 000 000. Лист О-36. М.: ГУГК 1 л. (Совместно с С. А. Грибовой, Т. И. Исаченко, Г. Д. Катениной и др.)
- Карта растительности европейской части СССР. М 1 : 1 000 000. Лист О-37. М.: ГУГК. 1 л (Совместно с Т. Г. Абрамовой, С. А. Грибовой, Т. И. Исаченко и др.)
- Растительность европейской части СССР и Закавказья (проект легенды обзорной «Карты растительности европейской части СССР»)
- Геоботаническое картографирование 1975. Л.: Наука. С. 3—58. (Совместно с С. А. Грибовой, Т. И. Исаченко, А. С. Карпенко и др.)
- 1976. Геоботаническая карта Нечернозёмной зоны РСФСР. М 1 : 1 500 000. М.: ГУГК. 4 л. (Совместно с Т. И. Исаченко, А. С. Карпенко, С. А. Грибовой и др.).
- 1977. Болота бассейна реки Сулы (геоботанический очерк) // Проблемы экологии, геоботаники, ботанической географии и флористики. Л.: Наука. С. 59—68.
- Картография и география растительности на XXIII Международном географическом конгрессе и VIII Международной картографической конференции // Геоботаническое картографирование 1977. Л.: Наука. С. 70—79.
- 1978. Вопросы генезиса болот и динамика растительного покрова в работах советских болотоведов // Генезис и динамика болот. Вып. 1. М.: МГУ. С. 6—9.
- Динамика растительного покрова некоторых приозерных болот Карелии // Там же. С. 60—63.
- Новая топологическая карта болот Западной Сибири // Геоботаническое картографирование 1978. Л.: Наука. С. 49—52.
- 1979. Карта растительности европейской части СССР. М 1 : 2 500 000. М.: ГУГК. 6 л. (Совместно с С. А. Грибовой, Т. И. Исаченко, А. С. Карпенко и др.)
- Botanical-geographic classification of mire complexes of the European part of the USSR // Classification of peat and peatlands: Proc. of the Inter. Symposium, Hyytiäla, Finland. Helsinki: IPS. P. 12—19.
- 1980. Болота // Растительность европейской части СССР. Л.: Наука. С. 300—345. Верховые болота на левобережье Северной Двины // Бот. журн. Т. 65, № 7. С. 958—970. (Совместно с Г. А. Елиной.)
- Растительность и стратиграфия типов верховых и аапа-болот Северо-Востока европейской части СССР // Болота Европейского Севера. Структура, генезис, динамика. Петрозаводск: КФ АН СССР. С. 18-42.
- 1981. Карты растительности и функций растительного покрова как основа программы оптимизации ландшафта // Геоботаническое картографирование 1981. С. 63—66. (Совместно с С. А. Грибовой.)
- Печеночные мхи в районе среднего течения р. Сулы (Малоземельская тундра) // Новости сист. низш. раст. Л: Наука. Т. 18. С. 208—212. (Совместно с А. Л. Жуковой, С. А. Грибовой.)
- Сопряженный анализ болот и прилегающих к ним территорий на примере некоторых лесо-болотных сочетаний Карелии // Антропогенные изменения растительности болот и прилегающих территорий. Минск: Наука и техника. С. 176—181.
- 1983. Структура и динамика растительного покрова грядово-мочажинных комплексов некоторых типов болот // Структура растительности и ресурсы болот Карелии. Петрозаводск: КФ АН СССР. С. 38—51.
- 1984. Карта растительности европейской части СССР. М 1 : 2 000 000 для высшей школы // Геоботаническое картографирование 1984. Л.: Наука. С. 3-9. (Совместно с С. А. Грибовой, Т. И. Исаченко, Т. В. Котовой и др.)
- К географии полигональных болот в европейской части СССР // География и природные ресурсы. № 2. С. 41—46. (Совместно с С. А. Грибовой.)
- Картографирование растительности ФРГ в среднем масштабе // Геоботаническое картографирование 1984. Л.: Наука. С. 60—67.
- Местонахождения некоторых растений на болотах Архангельской области // Бот. журн. Т. 69, № 10. С. 1411—1413.
- 1985. О международном коллоквиуме по мелкомасштабному картографированию растительности // Геоботаническое картографирование 1985. Л.: Наука. С. 73-78. (Совместно с К. В. Мельницкой, И. Т. Федоровой.)
- Карта растительности европейских стран — членов СЭВ. Общие положения. Легенда // Там же. С. 1—34. (Совместно с И. Бондевым, А. Борхиди, Г. Гофманном и др.)
- 1986. Картографический метод исследования болот и его значение для выбора объектов охраны // Методы изучения болот и их охрана. Вильнюс. С. 70-75.
- Новая обзорная карта растительности СССР // Геоботаническое картографирование 1986. Л.: Наука. С. 3—13. (Совместно с А. В. Беловым и др.)
- 1987. Анализ некоторых сфагновых сообществ аапа болот Карелии // Бот. журн. Т. 72, № 6. С. 782—793.
- Карта растительности для вузов — новый этап обзорного геоботанического картографирования // Новые карты для высшей школы. М.: МГУ. С. 92-103. (Совместно с С. А. Грибовой, З. В. Карамышевой, Т. В. Котовой.)
- Карта растительности европейской части СССР и Кавказа для высшей школы. М 1 : 2 000 000. М.: ГУГК. 4 л. (Совместно с С. А. Грибовой, Т. И. Исаченко, Т. В. Котовой, В. В. Липатовой.)
- Sphagnum subfulvum (Sphagnaceae) на аапа болотах онежско-печорского типа // Бот. журн. Т. 72, № 3. С. 316—318. (Совместно с Л. А. Волковой.)
- 1988. Болотные экосистемы низкогорий северной тайги // Болотные экосистемы европейского Севера. Петрозаводск: КНЦ АН СССР. С. 5—24. (Совместно с Г. А. Елиной.)
- Карта растительности Европы и вопросы классификации // Геоботаническое картографирование. Л.: Наука. С. 3-13. (Совместно с С. А. Грибовой, З. В. Карамышевой, Р. Нейхейслом.)
- Картографирование растительности болотных систем // Геоботаническое картографирование 1988. Л.: Наука. С. 13-28.
- К бриофлоре бассейна Пинеги // Новости систем. низш. раст. Т. 25. С. 175—180. (Совместно с Л. А. Волковой.)
- К характеристике сообществ с господством Sphagnum fuscum на аапа болотах Карелии // Бот. журн. Т. 73, № 6. С. 850—857.
- Региональная дифференциация заболоченных земель Канады и её отражение на картах // Геоботаническое картографирование. Л.: Наука. С. 62—66.
- Mires on the vegetation map of Europe // Proc. VIII Internat. Peat Congress. Section 1. Л.: Внешторгиздат. С. 57-61. (Совместно с K. Rybničhek.)
- 1989. Болота // Методические указания по картам для высших учебных заведений. Вып. 1. Растительность СССР. М 1 : 4 000 000. М.: МГУ. С. 42-45.
- Возможна ли детальная реконструкция палеорастительности болот? // Структура и развитие болотных экосистем и реконструкция палеогеографических условий. Таллинн. С. 65—69. (Совместно с Г. А. Елиной.)
- Геоботаническое районирование Нечерноземья европейской части РСФСР. Л.: Наука. 64 с. (Совместно с В. Д. Александровой и др.)
- Карта растительности Карелии. М 1 : 2 000 000 // Атлас Карельской АССР. М.:ГУГК. С. 21.
- Растительность и палеогеография лесных и болотных экосистем правобережья р. Пинеги (Архангельская обл.) // Бот. журн. Т. 74, № 12. С. 1711—1723. (Совместно с Г. А. Елиной и В. А. Климановым.)
- 1990. Карта растительности СССР для высшей школы. М 1 : 4 000 000. М.: ГУГК. 4 л. (Кол. авторов.) и Особенности флоры листостебельных мхов болот европейской северной тайги // Новости сист. низш. раст. Т. 27. Л.: Наука. С. 157—162.
- 1992. География и картография растительности болот европейской России и сопредельных территорий. С.-Петербург (Тр. БИН, вып. 4). 256 с.
- Крупномасштабное картографирование палеорастительности голоцена // Геоботаническое картографирование 1991. СПб: Наука. С. 3—12. (Совместно с Г. А. Елиной.)
- Методы определения палеогидрологического режима как основа объективизации причин сукцессий растительности болот // Бот. журн. Т. 77, № 7. С. 120—124. (Совместно с Г. А. Елиной.)
- 1993. Рыжепушицево-сфагновые сообщества у юго-западной границы ареала // Бот. журн. Т. 78, № 4. С. 113—116.
- Опыт классификации травяных и травяно-гипновых сообществ аапа болот // Вопросы классификации болотной растительности. СПб: Наука. С. 119—123.
- Растительный покров Карелии // Растительный мир Карелии и проблемы его охраны. Петрозаводск: КарНЦ РАН. С. 7—36.
- Широтная дифференциация растительности вдоль российско-финской границы // Бот. журн. Т. 78, № 12. С. 72—98. (Совместно с И. И. Паянской-Гвоздевой.)
- 1994. Современное состояние и перспективы геоботанического картографирования в Ботаническом институте РАН // Геоботаническое картографирование 1992. СПб: Наука. С. 3-20. (Совместно с С. С. Холодом.)
- 1995. Ботанические карты в атласе Финляндии // Геоботаническое картографирование 1993. СПб: Наука. С. 69—72.
- Высшие единицы классификации растительности болот // Бот. журн. Т. 80, № 11. С. 28—34. Карта растительности Европы:
- История проекта и современное состояние // Бот. журн. Т. 80, № 10. С. 14—23. (Совместно с З. В. Карамышевой, З. Нейхейсл.)
- Bogs and fens on the vegetation map of Europe // Gunneria. Vol. 70. Trondheim. P. 67—72. (Совместно с K. Rybničhek.)
- Mire system typology for use in vegetation mapping // Gunneria. Vol. 70. Trondheim. P. 73—82.
- Use of remote and ground methods to assess the impacts of smelter emissions in the Kola Peninsula // The Science of the Total Environment. Elsevier. T. 160/161. P. 285—295. (Совместно с E. N. Andreeva, A. A. Buznikov, I. I. Payanskaya-Gvozdeva.)
- 1996. Принципы составления карты растительности европейско-западносибирских тундр. М 1 : 7 500 000 // Геоботаническое картографирование 1994—1995. СПб: БИН. С. 34-44. (Совместно с И. С. Ильиной, В. П. Денисенко.)
- Cartographic and botanical-geographic analysis of the zonal and regional distribution of mires at the territories of former Soviet Union // 10- th IPI Congress: Papers. Vol. 2. Stuttgart. P. 75—79. Map of reconstructed vegetation of Central and Eastern Europe. Scale 1 : 2 500 000. St.-Petersburg: Komarov Botanical Inst. 6 л. (Кол. авторов.)
- 1997. Вклад В. Б. Сочавы в развитие картографии // Геоботаническое картографирование 1996. СПб: БИН. С. 3-12. (Совместно с И. С. Ильиной.)
- К созданию новой обзорной карты растительности Азии. М 1 : 4 000 000 // Геоботаническое картографирование 1996. СПб: БИН. С. 56—63. (Совместно с И. Н. Сафроновой, И. С. Ильиной, Р. В. Камелиным и др.)
- 1998. The regional and local features of the leafy moss flora in northern taiga mires of European Russia // Бот. журн. Т. 83, № 5. С. 46—50.
- La structure de la vegetation des tourbieres dans les montagnes de la taiga du nord en Russie europeenne // Ecologie. T. 29. F. 1-2. Р. 221—226.
- 1999. Зоны и типы поясности России и со предельных территорий. М 1 : 8 000 000 [карта]. 2 л. М.: ЭКОР. (Совместно с И. Н. Сафроновой, И. М. Микляевой, Г. Н. Огуреевой.)
- Карта «Зоны и типы поясности России и сопредельных территорий». М 1 : 8 000 000. Пояснительный текст и легенда к карте. М.: МГУ. 64 с. (Совместно с И. Н. Сафроновой, И. М. Микляевой, Г. Н. Огуреевой.)
- Фитоэкологическое картографирование и его актуальные проблемы // Бот. журн. Т. 84, № 12. С. 1—7. (Совместно с И. С. Ильиной.)
- 2000. Лаборатория географии и картографии растительности Ботанического института им. В. Л. Комарова РАН перед началом третьего тысячелетия // Современные проблемы ботанической географии, картографии, геоботаники, экологии. СПб: БИН. С. 20—24.
- Позднеледниковье и голоцен Восточной Фенноскандии (палеорастительность и палеогеография). Петрозаводск: КарНЦ РАН. 242 с. (Совместно с Г. А. Елиной, А. Д. Лукашовым.)
- Региональная дифференциация растительного покрова верховых болот России // Динамика болотных экосистем Северной Евразии в голоцене. Петрозаводск. С. 35—37.
- Moen A. National Atlas Norway: Vegetation. Norwegian mapping Authority / Hønefoss. 1999. 200 h. (А. Моен. Национальный атлас Норвегии.
- Растительность Хенефосс. 1999. 200 с.) // Бот. журн. Т. 85, № 6. С. 172—175.
- Karte der natürlichen Vegetation Europas. M 1 : 2 500 000. Bonn-Bad-Godesberg. 9 л. (Междунар. кол. авторов.)
- Karte der natürlichen Vegetation Europas. M 1 : 2 500 000. Legende. Bonn-Bad-Godesberg. 153 р. I—XVI. (Междунар. кол. авторов.)
- 2001. Карта растительности для Национального атласа России // Картография XXI века: теория, методы, практика. Докл. II Всерос. науч. конф. по картографии, посвящ. памяти Александра Алексеевича Лютого (Москва, 2—5 октября 2001 г.). М. С. 570—576.
- Торфяные болота России: к анализу отраслевой информации / Под ред. А. А. Сирина и Т. Ю. Минаевой. М.: ГЕОС. 190 с. (Кол. авторов.)
- Фитоэкологическое картографирование на современном этапе // Актуальные проблемы геоботаники. Современные направления исследований в России: методологии, методы и способы обработки материалов. Петрозаводск: ПетрГУ. С. 40—44.
- Distribution of ribbed fens and raised bogs in Russia // West siberian peatlands and Carbon Cycle: Past and Present // Proced. оf the Intern. Symposium / Noyabrsk. August 18-22. 2001. P. 218—220.
- 2002. Макроструктура растительного покрова России: анализ карты // Геоботаническое картографирование 2001—2002. СПб. С. 3-15. (Совместно с И. С. Ильиной, И. Н. Сафроновой.)
- 2003. Верховые болота восточного Прибеломорья как часть единого природно-исторического Поморского региона // Природное и историко-культурное наследие Северной Фенноскандии. Петрозаводск. С. 51—57.
- Biodiversity of dystrophic bogs in Russian taiga // The Finnish Environment. T. 485. P. 124—129.
- Karte der natürlichen Vegetation Europas. M 1 : 2 500 000 / Erlaeuterungtext. 655 s.
- 2004. Ботанический институт им. В. Л. Комарова РАН — центр становления и развития геоботанического картографирования в России // Бот. журн. Т. 89, № 9. С. 1509—1514.
- Raised bogs on the North-East of Europe // Annali di Botanica: nuova serie. Vol. IV. P. 19—28.
- Картографический анализ болот северо-востока Карелии // Тр. КарНЦ РАН. Вып. 8. С. 6—14. (Совместно с Г. А. Елиной.)
- Растительность [карта]. М 1 : 15 000 000 // Национальный атлас России. Т. 1. С. 370—371. (Совместно с И. С. Ильиной, И. Н. Сафроновой.)
- Distribution of Mire Types in Russia // Moore von Sibirien bis Feuerland: Stafia T. 85, zugleich Kataloge der Oö Landesmuseen. 35: Neue Serie. Wien. S. 261—274.
- 2006. Широтная дифференциация болот в пределах меридиональных секторов на западе России // Болотные экосистемы севера Европы: разнообразие, динамика, углеродный баланс, ресурсы и охрана. Петрозаводск. С. 271—279.
- Закономерности распространения болот в России // Бот. журн. Т. 91, № 12. С. 1777—1786.
- Растительный покров в притихоокеанской части Северной Евразии на геоботанической карте М 1 : 15 000 000 для Национального атласа России // Растения в муссонном климате. Мат- лы 4-й Междунар. конф. Владивосток. С. 3—15. (Совместно с И. Н. Сафроновой.)
- Peatlands of North-Eastern Europe and their conservation // Nature Conservation: Concepte and Practice. P. 68—73.
- 2007. Александр Петрович Шенников 1888—1962. М.: Наука. 114 с. (Совместно с В. И. Василевичем.)
- Структура растительности тундры и тайги на карте восстановленной растительности Европы // Геоботаническое картографирование 2007. С. 13—22.
- Опыт крупномасштабного картографирования мезотрофных болот бассейна р. Луза // Геоботаническое картографирование. С. 31-37. (Совместно с Н. Н. Гончаровой.)
- Геоботаническое картографирование и составление аналитических карт растительности // Актуальные проблемы геоботаники. Лекции. Петрозаводск. С. 43—71.
- Геоботаническое картографирование болот Прилузья // Актуальные проблемы геоботаники. III Всерос. школа-конференция. Часть 1. Петрозаводск. С. 155—160. (Совместно с Н. Н. Гончаровой.)
- 2009. Восстановленная растительность Карелии на геоботанической и палеокартах. Петрозаводск: КарНЦ РАН. 136 с. + карта. (Совместно с Г. А. Елиной.)
- Sphagnum subfulvum (Sphagnaceae, Bryophyta) в центре Западной Сибири // Бот. журн. Т. 94, № 2. С. 132—136. (Совместно с А. И. Максимовым.)
- Опыт геоботанического картографирования болот в разных масштабах // Растительность болот: современные проблемы классификации, картографирования, использования и охраны: Мат-лы междунар. науч.-практ. семинара. Минск. С. 73—-82.
- 2010. Late glacial and Holocene palaeovegetation and palaeogeography of Eastern Fennoscandia. [The Finnish Environment 4] Helsinki. 300 p. (Совместно с G. A. Elina, A. D. Lukashov.)
- Болота лесостепи на геоботанических мелкомасштабных картах // Проблемы изучения и восстановления ландшафтов лесостепной зоны. Вып. 1. Тула. С. 39—46.
- Болотные экосистемы бассейна Белого моря // Система Белого моря. Т. 1. Природная среда водосбора Белого моря. М.: Научный мир. С. 278—300 [глава 14]. (Совместно с О. Л. Кузнецовым.)
- Меридиональная зональность и широтная дифференциация растительности болот России // Направления исследований в современном болотоведении России. СПб. С. 165—178.